# Apeadeiro de Casal
O Apeadeiro de Casal é uma interface encerrada do Ramal da Figueira da Foz, que servia a localidade de Casal de Cadima, no Distrito de Coimbra, em Portugal.

## História
O Ramal da Figueira da Foz foi inaugurado em 3 de Agosto de 1882 pela Companhia dos Caminhos de Ferro Portugueses da Beira Alta, sendo então considerado parte da Linha da Beira Alta.
Por motivos de segurança, o Ramal da Figueira da Foz foi encerrado ao tráfego ferroviário pela Rede Ferroviária Nacional em 5 de Janeiro de 2009. A empresa Comboios de Portugal assegurou um serviço rodoviário de substituição até 1 de Janeiro de 2012.